# Арбузов, Игорь Александрович
И́горь Алекса́ндрович Арбу́зов (род. 26 августа 1957 года, г. Молотов) — российский специалист в области организации и управления ракетным машиностроением, генеральный директор АО «НПО Энергомаш» с 2015 года по январь 2025 года. 

## Биография
В 1979 году окончил Пермский политехнический институт, механико-технологический факультет. В 2001 году окончил Академию народного хозяйства при Правительстве РФ по программе «Подготовка управленческих кадров для организаций народного хозяйства».
В августе 2015 года назначен Генеральным директором АО «НПО Энергомаш», в январе 2025 года покинул должность и ушёл с работы на предприятии. 

## Награды
Лауреат премий правительства РФ в области науки и техники:
- 1998 год — за «Создание и отработка модернизированного двигателя 14Д14 для ракеты-носителя „Протон“, позволившего обеспечить выход на международные рынки коммерческих услуг»;
- 2007 год — за «Создание и отработка нового российского космического ракетного комплекса „Протон-М“».
- 2011 — Указом Президента Российской Федерации от 02.01.2011 года, Игорь Александрович Арбузов награждён медалью ордена «За заслуги перед Отечеством» II степени.
- 2012 — награждён знаком Федерального космического агентства «За содействие космической деятельности».
- 2014 — Почётный гражданин города Перми.
- 2020 — награждён медалью ордена «За заслуги перед отечеством» I степени.